# Castelo de Atashghah

Castelo de Atashghah (em persa: قلعه آتشگاه) é um castelo na cidade de Kashmar, e uma das atrações de Kashmar. Este castelo foi construído pelo Império Sassânida e foi muito importante na antiguidade.